# Liga de Delos

A Liga de Delos em

A Liga de Delos foi uma liga militar organizada por Atenas durante as Guerras Médicas. Tinha como  principal objetivo a defesa das cidades gregas de um ataque persa. Sua sede era na cidade de Delos. O ateniense Aristides, o Justo, organizou a força marítima da liga em 476 a.C.
Esparta e suas aliadas do Peloponeso no primeiro momento entraram na liga, mas depois consideraram que o perigo tinha passado e a abandonaram.
As grandes cidades forneceram tropas e navios, enquanto as menores pagaram uma contribuição (phoros) ao tesouro de Delos. Depois da vitória contra os persas, Atenas forçou as cidades-estado aliadas a continuarem na liga, e transformou a contribuição de dinheiro em impostos (syntaxes).
Em 450 a.C., o tesouro da liga foi transferido de Delos para Atenas. Parte do dinheiro da liga foi gasto na reconstrução de Atenas, que atingiu seu máximo esplendor  e transformou-se num império marítimo e comercial durante o governo de Péricles, que também foi responsável pela construção do Partenon.